# Sickening Horror
A Sickening Horror görög technikás/progresszív death metal együttes, 2002-ben alakult Athénban.

## Tagok
- Ilias Daras - basszusgitár (2002-), billentyűk (2002-2011)
- George Antipatis - gitár, ének (2002-)
- Andreas Karayiannis - gitár (2009-)
- Vasilis Antipatis - dob (2010-)

## Korábbi tagok
- George Kollias - dob (2002-2007)
- Giorgios Bokos - gitár (2003)
- John Hades - dob (2008-2009)
- Alex Zachos - dob (2009-2010)

## Diszkográfia
- Promo 2003
- When Landscapes Bled Backwards (album, 2007)
- The Dead End Experiment (album, 2009)
- Overflow (album, 2015)